# Jindřich Souček
Jindřich Souček (1. ledna 1863 Zámrsk – 16. listopadu 1940 Chrudim) byl český technik, hudební skladatel a sbormistr.

## Život
Po studiích na reálném gymnáziu vystudoval České vysoké učení technické v Praze. Stal se profesorem a posléze ředitelem průmyslové školy v Chrudimi. Po vzniku Československa se stal odborným inspektorem průmyslových škol. Psal odborné publikace ze strojírenské oblasti. Byl autorem česko-německého názvosloví truhlářských nástrojů.
Hudbě se věnoval pouze ve svém volném čase. Byl sbormistrem a později i předsedou chrudimského pěveckého sboru Slavoj. Komponoval sbory, písně, veselé kuplety, operety a pokoušel se i o operu. Jeho skladatelská činnost byla oceněna několika cenami.

## Provdaná nevěsta

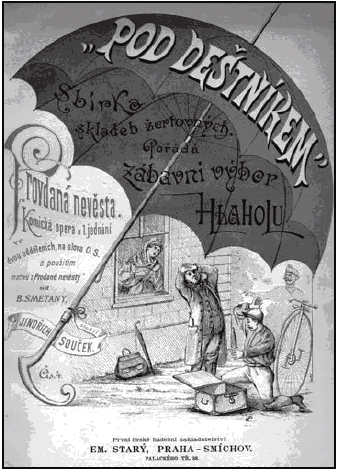
Obálka klavírního výtahu zpěvohry Jindřicha Součka „Provdaná nevěsta“.

Jednou z nejznámějších skladeb autora je parodická zpěvohra Provdaná nevěsta, k níž napsal libreto Oldřich Sýkora-Chrudimský (1861–1945). Děj navazuje na Smetanovu Prodanou nevěstu a odehrává se v sídle venkovského klubu cyklistů. Jeník a Mařenka jsou manželé, ale Vašek, který je pokladníkem klubu, Mařenku stále miluje. Chce ukrást pokladnu klubu, aby mohl s Mařenkou utéct, ale pokladna je zcela prázdná. Jízdenky do vlaku mu koupí sám Jeník a je rád, že se Mařenky zbavil.

## Dílo
- Klavírní kvintet e-moll (cena Českého spolku pro komorní hudbu, 1899)
- Polonéza pro orchestr (1901)
- Suita pro orchestr (1932)
- Cikánova píšťalka (ženský sbor, cena První pěvecké župy východočeské, 1932)

### Zpěvohry
- Provdaná nevěsta (1891)
- V pensionátě (1901)
- U modistky (1908)
- Koedukace (1929)
- Dvojí sukno (1931)

### Opery
- Zázračný nápoj (podle Josefa Svatopluka Machara)
- Vlasty skon (na libreto Chrudimana Karla Pippicha, nedokončeno; stejnojmennou operu složil Otakar Ostrčil)

### Odborné práce
- Dobrozdání v záležitosti upravení otázky budoucího osvětlení v Chrudimi
- Názvosloví nástrojů truhlářských
- O strojích v malém průmyslu
- O strojích obuvnických